# Гассох Віра Самойлівна

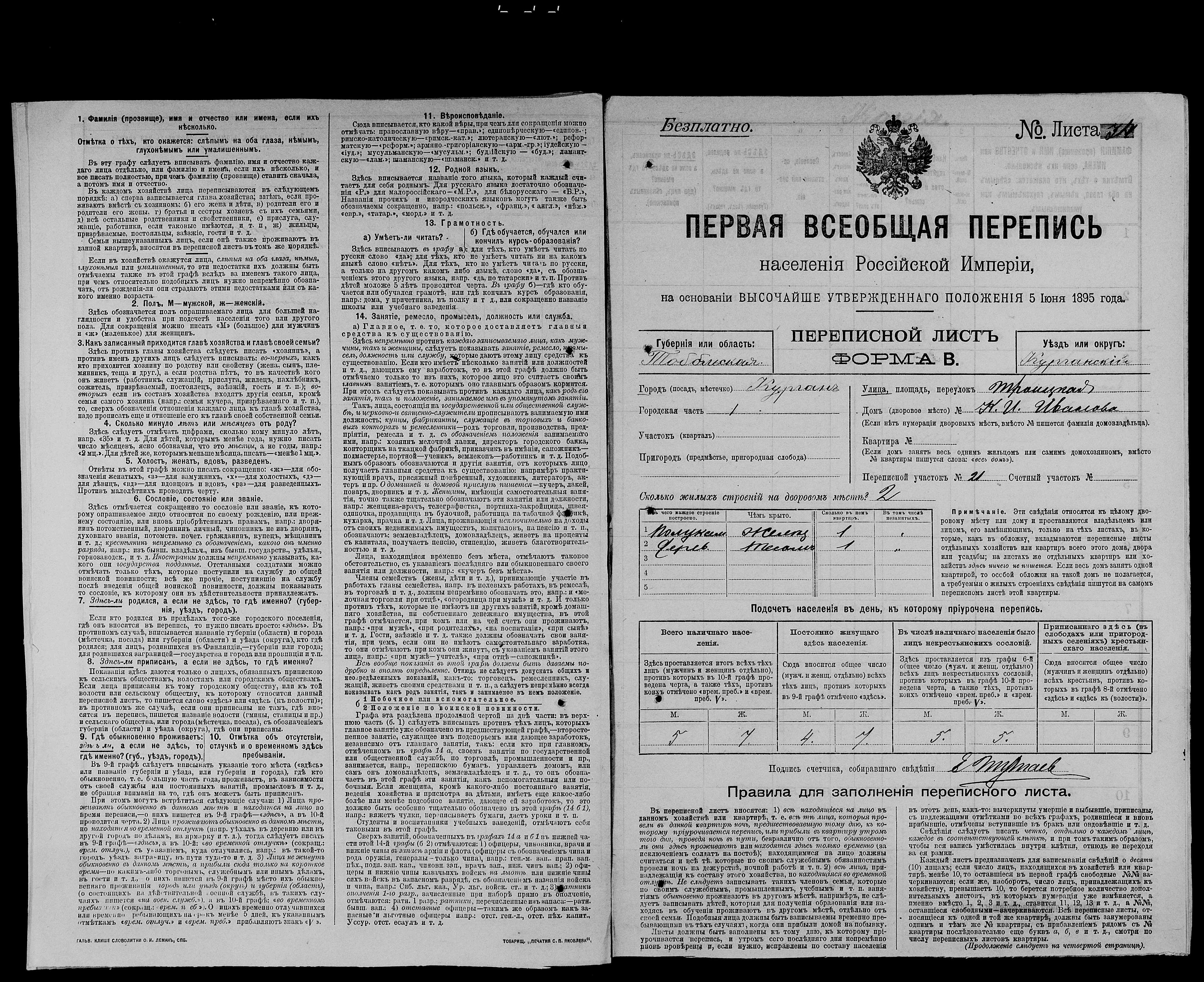
Перепис населення Російської імперії (1897), лист з описом будинку в р. Кургані, в якому жила сім'я Гоц.

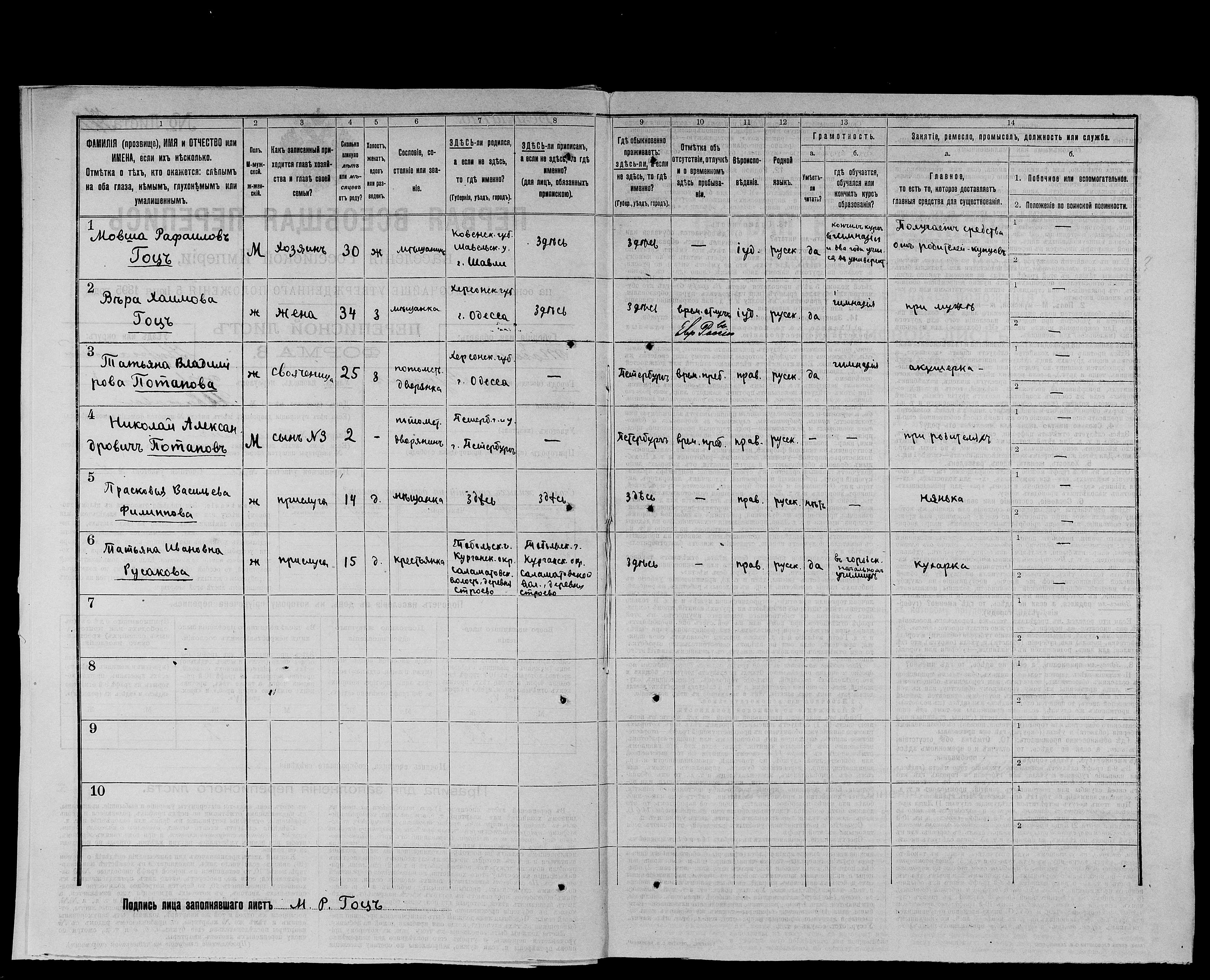
Перепис населення Російської імперії (1897), лист з описом сім'ї Віри Гоц з чоловіком, сестрою Тетяною Потаповою та племінником.

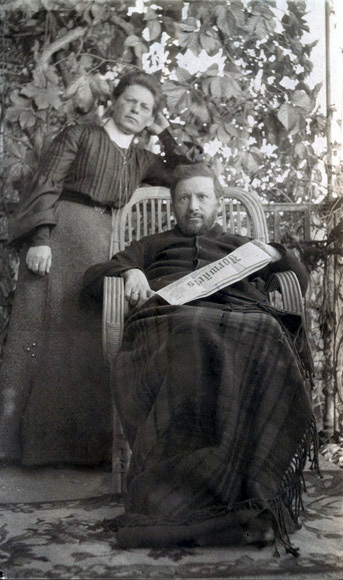
Віра Гассох з чоловіком Михайлом Гоцем

Віра Самійлівна Гассох (також Віра Хаїмівна Гасох і Віра Хаїмівна-Самійлівна Гассох, у шлюбі Гоц; (1863 або 1864 , Одеса, Херсонська губернія  — 7 січня 1938 , Париж )) — російська революціонерка, народниця, член партії «Народна воля» і партії соціалістів-революціонерів.

## Біографія
Віра Гассох народилася між 1860 і 1864 роком у місті Одесі Одеського повіту Херсонської губернії в єврейській міщанській родині, тут же закінчила гімназію.
З 1877 року входила до одеського революційного гуртка. У 1881 році вступила в партію «Народна воля», входила до міського та вокзального гуртків у Одесі.
У 1881 році переїхала до Санкт-Петербурга, де вступила на жіночі фельдшерські курси при Георгіївській громаді. Заарештована в Санкт-Петербурзі 24 ноября (6 грудня) 1881 року і перевезена до Одеси.
Залучена до дізнання жандармським управлінням Одеси разом з Анастасією Шехтер, Михайлом Дре, Самуїлом Майєром та іншими за звинуваченням у приналежності до терористичного спільноти (Стрельниковський процес 23-х в Одесі). Утримувалася під вартою до 15 (27) березня 1882 року, після чого підпорядкована особливому нагляду поліції. За Височайшим повелінням від 6 (18) жовтня 1882 року постановлено покарання у вигляді попереднього утримання під вартою з підпорядкуванням гласному нагляду поза місцевостями, оголошеними у стані посиленої охорони, протягом двох років.
У жовтні 1882 року вислана з Одеси до Катеринослава. У грудні 1883 року переведена в Олександрівськ (нині — Запоріжжя, Катеринославська губернія). Після закінчення терміну гласного нагляду 6 (18) жовтня 1884 року підпорядкована негласному поліцейському нагляду. У 1885 році продовжувала вести революційну роботу в Катеринославі, де жила зі своєю подругою Анастасією Шехтер; відвідувала квартиру народовольца Михайла Полякова і зустрічалася з Борисом Оржихом. 28 февраля (12 березня) 1886 року арештована в Катеринославі і залучена до дізнання у справі про організацію Таганрозької таємної друкарні і за звинуваченням у переховуванні Б. Д. Оржиха.
За Височайшим повелінням від 6 (18) жовтня 1887 року вислана під гласний нагляд поліції на п'ять років до Східного Сибіру. В середині травня 1888 року відправлена з Бутирської в'язниці у Сибір. Місцем заслання визначено Колимський округ (Якутська область). Наприкінці 1888 року прибула до Якутська, де працювала фельдшеркою і незабаром одружилася з Михайлом Рафаїловичем Гоцом.
22 березня (3 квітня) 1889 року беру участь разом з товаришами в збройному опорі в Якутську (Якутська трагедія).
7 (19) липня -13 (25) липня 1889 року судилася в Якутську, військово-судна комісія її визнала винною в збройному опорі виконанню розпоряджень керівництва і засуджена до позбавлення всіх прав стану і до каторжних робіт без терміну. За конфірмацією вироку командувачем військами Іркутського військового округу від 20 липня (1 серпня) 1889 року безстрокові каторжні роботи замінені каторжними роботами на 15 років.
З початку 1890 року перебувала у Вілюйській в'язниці і відбувала каторгу. У березні 1892 року була відправлена з Вілюйська до Якутська і 1 (13) червня 1892 року переведена до Акатуе (Забайкальская область). Взимку 1893—1894 року перебувала в Карійській жіночій в'язниці. У 1894 році переведена до Гірського Зерентуя. У 1894 році вийшла на поселення, водворена в Кургані (Тобольська губернія) в розряді засланих на життя. За маніфестом 1896 року термін заслання скорочено на рік. За даними Перепису населення Російської імперії 1897 року вона разом з чоловіком жила в місті Кургані в будинку К. І. Іванова на вулиці Троїцькій, нині вулиця Куйбишева. Разом з ними жила її сестра Тетяна Потапова з сином Миколою і прислуга: Парасковія Василівна Філіппова (нянька) та Тетяна Іванівна Русакова (кухарка).
Після повернення в Європейську Росію емігрувала у Францію. Проживала в Парижі. Вступила до партії соціалістів-революціонерів. У 1909 році одружилася з шліссельбурцем народовольцем Сергієм Андрійовичем Івановим. Була одним із засновників і членом комітету Паризького політичного Червоного Хреста. Під час Першої світової війни працювала у Товаристві допомоги російським волонтерам. Член бюро Комітету допомоги письменникам і вченим у Франції (входила до ревізійної комісії), член правління громадської бібліотеки імені І. С. Тургенєва. Жовтневий переворот зустріла вороже.
Віра Іванова (Гоц, Гассох) померла 7 січня 1938 року в місті Парижі округу Париж департаменту Сена Французької Республіки, нині місто та округ входять до департаменту Париж регіону Іль-де-Франс. Похована 9 січня 1938 року на цвинтарі Баньє міста Баньє округу Антоні, нині департамент О-де-Сен регіону Іль-де-Франс.

## Родина
- Чоловіки — Михайло Рафаїлович Гоц (1888—1906); Сергій Андрійович Іванов (з 1909 року).
- Племінник — поет Семен Абрамович Луцький (1891—1977).
- Сестра — Тетяна Самійлівна Гассох (у шлюбі і хрещенні Тетяна Володимирівна Потапова, 1871—1932), була одружена з есером і лікарем потомственим дворянином Олександром Івановичем Потаповим (літературний псевдонім — Рудін, 1869—1915); разом з чоловіком входила до складу Організаційного бюро" партії соціалістів-революціонерів (1907).